# Grzegorz Stępniak
Grzegorz Stępniak (ur. 24 marca 1989 w Goleniowie) – polski kolarz szosowy i torowy.

## Osiągnięcia

### Kolarstwo szosowe
Opracowano na podstawie:

2012
- 1. miejsce na 2. etapie Dookoła Mazowsza

2013
- 2. miejsce w Memoriale Andrzeja Trochanowskiego
- 1. miejsce na 1. i 5. etapie Dookoła Mazowsza

2014
- 1. miejsce na 3. etapie Wyścigu Solidarności i Olimpijczyków
- 2. miejsce w Pucharze Ministra Obrony Narodowej

2015
- 1. miejsce na 2. etapie Bałtyk-Karkonosze Tour
- 1. miejsce w Dookoła Mazowsza
- 2. miejsce w Pucharze Ministra Obrony Narodowej
- 3. miejsce w Velothon Stockholm

2016
- 1. miejsce w Tour of Estonia
  - 1. miejsce w klasyfikacji punktowej
  - 1. miejsce na 1. etapie

2017
- 2. miejsce w Memoriale Andrzeja Trochanowskiego
- 2. miejsce w Horizon Park Race Maidan
- 1. miejsce na 4. etapie Szlakiem Walk Majora Hubala
- 1. miejsce na 1. etapie Wyścigu Solidarności i Olimpijczyków
- 2. miejsce w Dookoła Mazowsza

2018
- 1. miejsce w Tour of Estonia
- 3. miejsce w Dookoła Mazowsza

2019
- 2. miejsce w Szlakiem Walk Majora Hubala
  - 1. miejsce na 1. etapie
- 2. miejsce w Dookoła Mazowsza

### Kolarstwo torowe
Opracowano na podstawie:
2010
- 3. miejsce w mistrzostwach Europy U23 (omnium)

## Rankingi

### Kolarstwo szosowe
| Rok             | 2011  | 2012 | 2013 | 2014 | 2015 | 2016 | 2017 | 2018 | 2019 |
| --------------- | ----- | ---- | ---- | ---- | ---- | ---- | ---- | ---- | ---- |
| World Ranking   |       |      |      |      |      | 482. | 494. | 361. | 464. |
| UCI Europe Tour | 1054. | 709. | 205. | 363. | 91.  | 271. | 267. | 188. | 362. |
| UCI Asia Tour   | -     | -    | -    | -    | 156. | -    | -    | -    |      |
|                 |       |      |      |      |      |      |      |      |      |
| Źródło: UCI     |       |      |      |      |      |      |      |      |      |